# Maria Elena Kiriakou
Maria Elena Kyriakou (Grieks: Μαρία Έλενα Κυριάκου) (Larnaca, 11 januari 1984) is een Cypriotisch zangeres.

## Biografie
Kiriakou, geboren en getogen in het Zuid-Cypriotische Larnaca, brak door in Griekenland door in 2014 deel te nemen aan de eerste editie van The Voice of Greece. Ze wist door te dringen tot de finale, die ze won. Een jaar later nam ze deel aan de Griekse preselectie voor het Eurovisiesongfestival. Met het nummer One last breath won ze de nationale finale, waardoor ze Griekenland mocht vertegenwoordigen op het Eurovisiesongfestival 2015, dat gehouden werd in de Oostenrijkse hoofdstad Wenen. Ze haalde er de finale en werd er 19de.
1974: Marinella · 
1976: Mariza Koch · 
1977: Pascalis, Marianna, Robert & Bessy · 
1978: Tania Tsanaklidou · 
1979: Elpida · 
1980: Anna Vissi & Epikouri · 
1981: Yiannis Dimitras · 
1983: Kristi Stassinopoulou · 
1985: Takis Biniaris · 
1987: Bang · 
1988: Afroditi Frida · 
1989: Mariana Efstratiou · 
1990: Christos Callow & Wave · 
1991: Sophia Vossou · 
1992: Cleopatra · 
1993: Katerina Garbi · 
1994: Kostas Bigalis & The Sea Lovers · 
1995: Elina Konstantopoulou · 
1996: Mariana Efstratiou · 
1997: Marianna Zorba · 
1998: Thalassa · 
2001: Antique · 
2002: Michalis Rakintzis · 
2003: Mando · 
2004: Sakis Rouvas · 
2005: Elena Paparizou · 
2006: Anna Vissi · 
2007: Sarbel · 
2008: Kalomira · 
2009: Sakis Rouvas · 
2010: Giorgos Alkaios & Friends · 
2011: Loukas Giorkas feat. Stereo Mike · 
2012: Eleftheria Eleftheriou · 
2013: Koza Mostra feat. Agathonas Iakovidis · 
2014: Freaky Fortune feat. RiskyKidd · 
2015: Maria Elena Kiriakou · 
2016: Argo · 
2017: Demy · 
2018: Gianna Terzi · 
2019: Katerine Duska · 
2021: Stefania · 
2022: Amanda Tenfjord · 
2023: Victor Vernicos · 
2024: Marina Satti · 
2025: Klavdia